# Adagio (hotel)

Adagio City Aparthotel ou popularmente conhecida como Adagio é uma rede de Apart-hotéis criada a partir de uma joint venture entre a Accor e a Pierre Vacances. Criada como uma companhia de hotéis independentes, sua fórmula é baseada em apartamentos para aluguel em grandes cidades.

## História
Adagio City Aparthotel é uma joint venture criada pela Accor Hotéis e a Pierre & Vacances em outubro de 2007.  A empresa gerencia residências e apartamentos para alugar, em cidades turísticas. A residências das cidades são direcionadas aos viajantes de negócios, e as estadias de longo prazo, mas também estrangeiros, famílias em férias, que podem usar sua cozinha em estes apartamentos e evitar despesas em restaurantes. O turismo urbano tem uma taxa de crescimento mais elevada do que a média geral das taxas de crescimento do turismo na França, em termos de estadias, de acordo com especialistas.
Em 2011, a Adagio complementou sua oferta de serviços com a aquisição da empresa Citéa, renomeando as propriedades da empresa em um novo conceito chamado Adagio Access. A rede Adagio é composta de empreendimentos chamados Adagio (classe padrão) e Adagio Access (classe econômica). Adagio tem empreendimentos em 90 locais, principalmente na Europa (França, Bélgica, Suíça e Alemanha). Mas o grupo já está estabelecida na Rússia, o Médio Oriente e o Brasil.
Em 2015, existiam 50 empreendimentos Adagio em 11 países (principalmente na Europa, bem como na Rússia, Emirados Árabes Unidos, Catar, e o Brasil).  Existiam também 46 Adagio Access em 3 países (França, Bélgica e Alemanha).